# Chloropsina polita
Chloropsina polita är en tvåvingeart som först beskrevs av Becker 1911.  Chloropsina polita ingår i släktet Chloropsina och familjen fritflugor. Inga underarter finns listade i Catalogue of Life.